# Schnellkupplungsgriff

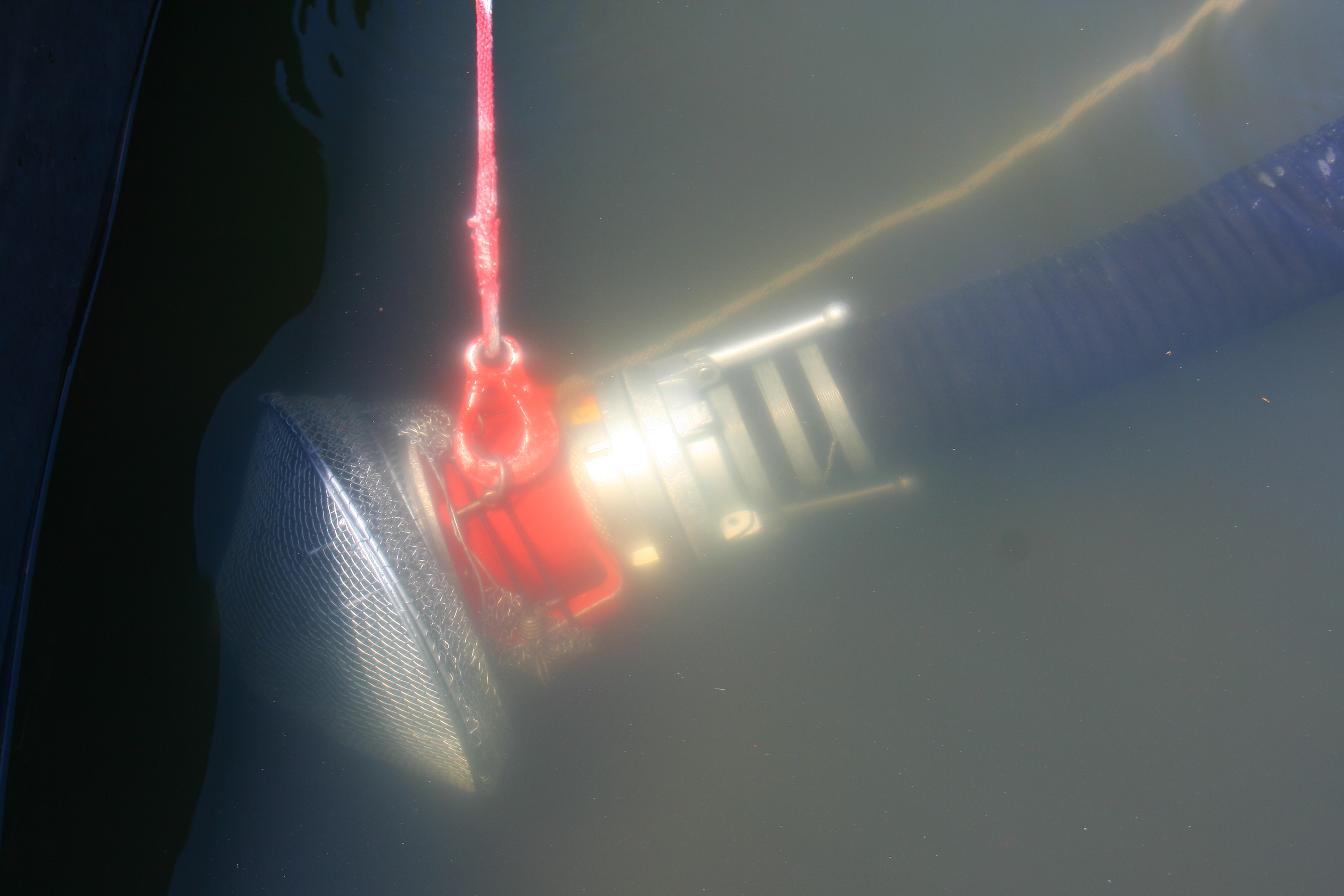
Saugschlauch mit Schnellkupplungsgriff und Saugkorb

Unter einem Schnellkupplungsgriff versteht man ein Bauteil, das anstelle eines Kupplungsschlüssels bei der Feuerwehr verwendet wird. Es ist fest an der Kupplung montiert und dient zum schnelleren Kuppeln zweier Schläuche. Meistens werden solche Griffe an A-Saugschläuchen verwendet.